# Sans Atout et l'Invisible agresseur
Sans Atout et l'Invisible agresseur est un roman policier pour la jeunesse de Boileau-Narcejac, publié en 1984. Il s'agit du cinquième roman de la série des Sans Atout.

## Éditions
- Pierre Boileau et Thomas Narcejac, Sans Atout et l'Invisible agresseur, Éditions de l'Amitié, 1984, 159 p.
- Pierre Boileau et Thomas Narcejac, Sans atout et l'Invisible agresseur, Éditions Gallimard, 1998 (lire en ligne)